# WAS-2101
Der BA3-2101, deutsche Transkription WAS-2101, international gebräuchliche Transkription VAZ-2101, ist eine Limousine aus der von AwtoWAS hergestellten Schiguli-Reihe (russisch: Жигули). Das Fahrzeug ist ein Lizenznachbau des Fiat 124, mit einigen wesentlichen technischen Änderungen. Die Produktion wurde am 19. April 1970 aufgenommen und 1988 eingestellt. Es entstanden rund 4,7 Millionen Exemplare. Für den Export wurde teilweise der Markenname Lada verwendet, ab 1976 auch in der DDR. In der Sowjetunion hingegen blieb es bei der Bezeichnung als Schiguli mit Schriftzug in kyrillischen Buchstaben am Heck. Im russischen Volksmund wurden zumindest die Limousinen der Modellreihe WAS-2101 Kopeika (zu Deutsch Pfennig/Groschen) genannt. Der Export wurde 1984 eingestellt. Bereits ab 1979 löste der WAS-2105 nach und nach den WAS-2101 ab. Auf Basis des WAS-2101 entstand auch eine Kombiversion, die eine eigene Typenbezeichnung hat: WAS-2102.

## Baumuster

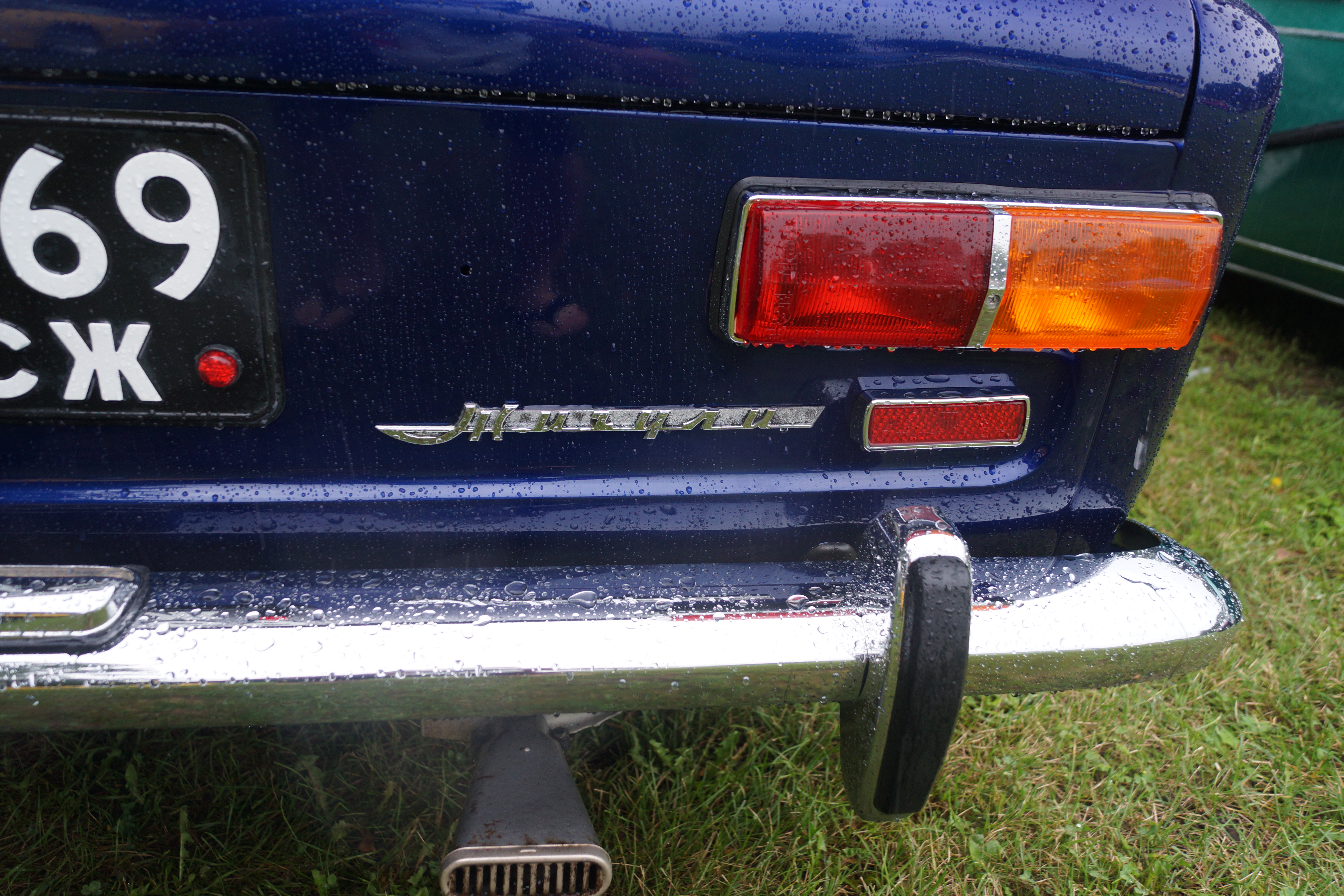
Жигули-Schriftzug am Heck eines WAS-2101

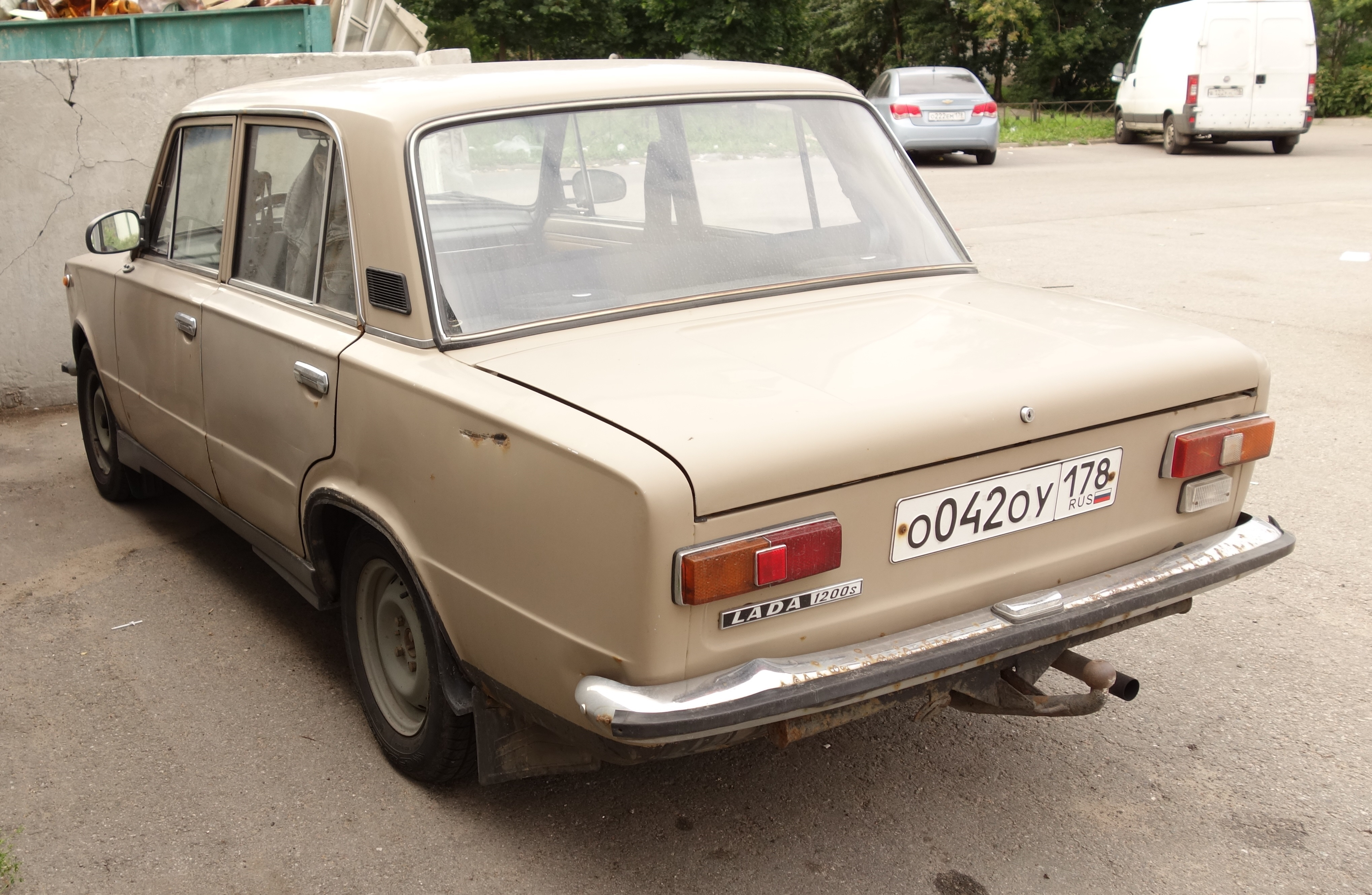
Heckansicht des WAS-21013

Es entstanden mehrere Baumuster des WAS-2101, in russischer Sprache als Модификации („Modifikationen“) bezeichnet:
- WAS-2101 (1970–1988) Die erste Variante, ausgestattet mit einem 1,2-Liter-Motor mit 60 DIN-PS (44 kW) und einer Höchstgeschwindigkeit von 140 km/h bei einer Beschleunigung 0–100 km/h in etwa 22 Sekunden.

- WAS-21011[2] (1974–1981) Diese modifizierte Variante wurde mit einem 1,3-Liter-Motor ausgestattet. Während der Motor des WAS-2103 durch Hubverlängerung entstand, hatte der 21011 einen aufgebohrten Motor. Die Scheinwerfer wurden verbessert. Äußerlich unterschied sich der 21011 in mehreren kleinen Details von der Basisausführung: Die Hörner auf den Stoßfängern entfielen und ein Gummistreifen wurde über die gesamte Breite der Stoßfänger angebracht. Erst auf den zweiten Blick fallen ein geändertes Kühlergrill und zusätzliche Lufteinlässe unterhalb dessen auf. An der C-Säule gab es nun Entlüftungsschlitze. Die Rückleuchten erfuhren ebenso eine Überarbeitung und erhielten mittig zwischen den Kammern einen passiven Reflektor in die im Querschnitt vorher dreieckig und nun glattflächigen Gläser integriert, während beim WAS-2101 weiterhin jeweils ein kleiner rechteckiger Reflektor unter den Rücklichtern angebracht war. Dieser wurde beim 21011 durch ein Rückfahrlicht ersetzt. Die Scheibenwasserpumpe bediente man im WAS-21011 gegenüber dem WAS-2101 mit dem Fuß, anstatt per Gummi-Taste auf dem Armaturenbrett. Das Armaturenbrett hatte bei diesem Modell eine Holz-Kunststoff-Verkleidung, und statt schwarz war es nun hellgrau oder weiß-schwarz. Die Sitze entsprachen denen des 2103, hier jedoch mit Kunstlederbezug. Die Beleuchtung der Instrumententafel wurde verbessert. Eine Verbesserung, die auch beim 2101 serienwirksam wurde, waren selbstnachstellende Trommelbremsen an der Hinterachse. All diese Maßnahmen wurden speziell für den Export geschaffen, um das Modell wettbewerbsfähiger anbieten zu können, was anfänglich auch der Fall war. 1979 gab es für die Exportmodelle optische Überarbeitungen, so geänderte Außenspiegel, andere Lüftungsgitter und ein überarbeitetes Armaturenbrett. Der Exportname dieses Modells war meist Lada 1300.

- WAS-21013 (1977–1988) Ein WAS-2101 mit den vielen Änderungen des WAS-21011 und einem modernisierten 1,2-Liter-Motor, exportiert als Lada 1200S.
- WAS-21016 (1976–1981) Spezielle Variante für die sowjetische Miliz mit einem 1,5-Liter-Motor des WAS-2103.
- WAS-21018 (1978) Ein WAS-21011 mit Wankelmotor für die sowjetische Miliz und den KGB mit 80 PS (59 kW).
- WAS-21019 „Arkan“ (1983) Ebenfalls ein WAS-21011 mit Wankelmotor für die sowjetische Miliz und KGB mit nun 120 PS (88 kW).

## Technik
Der WAS-2101 ist eine viertürige Stufenhecklimousine mit längs eingebautem Frontmotor und Hinterradantrieb. Die Ganzstahlkarosserie ist selbsttragend. Das Fahrwerk mit Einzelradaufhängung vorn und Starrachse hinten ist so konstruiert, dass auch ein Befahren schlecht asphaltierter Straßen möglich ist. Ferner wurde bei der Konstruktion des WAS-2101 Wert auf die Anfang der 1970er-Jahre vermehrt in den Fokus geratene passive Fahrzeugsicherheit gelegt.:1

### Unterschiede zum Fiat 124
Technisch basiert der WAS-2101 direkt auf dem ursprünglichen Fiat 124, unterscheidet sich von diesem aber in über 800 Punkten. Die Änderungen wurden einerseits vorgenommen, um neue technische Erkenntnisse in die Konstruktion einfließen zu lassen: Anstelle des Fiat-Motors mit seitlicher Nockenwelle wurde ein von NAMI entwickelter Ottomotor mit obenliegender Nockenwelle, Schlepphebeln und Drehstromlichtmaschine eingebaut. Die Kurbelwelle war 5-fach gelagert (wie Fiat 124). Wie bereits im Fiat ab 1968 eingeführt, besaß auch der WAS-2101 die verbesserte Anlenkung der Hinterachse: Zusätzliche Längslenker nehmen die Bremsmomente auf. Auch besaß der WAS-2101 eine lastabhängige Bremskraftbegrenzung für die Hinterräder und Zweikreisbremsanlage (im Fiat ab Ende 1970). Ferner flossen auch Reklamations-Meldungen vom Fiat 124 in die Entwicklung des WAS-2101 ein. So wurden die Druckplatte der Kupplung verstärkt und Seilzüge durch Hydraulik (Kupplung) bzw. Gestänge (Gas) ersetzt und neue, versenkte Türgriffe verwendet.
Weitere Änderungen hatten das Ziel, den Wagen an die Bedingungen der schlechten sowjetischen Straßen und teilweise extremen klimatischen Verhältnisse anzupassen. Dazu wurde die Karosserie um 3 cm auf 17 cm Bodenfreiheit höhergelegt, die Federung weicher abgestimmt und die Achsen erhielten zusätzliche Stabilisatoren. Die Vollkommenheit italienischer Karosserieformgebung in Gestalt präzise geformter Radausschnitte ging dabei freilich verloren. Karosserie und Anbauteile wurden teilweise verstärkt, darunter Radschalen, Felgen, Dachpartie und Kofferboden. Auch diverse Gelenke und Lenkungsteile wurden verstärkt. Eine kräftige Heizungsanlage besaß bereits der Fiat, schlechteren Wetterverhältnissen wurde im WAS-2101 mit einem zweistufigen Scheibenwischer, einem zweistufigen Gebläse, zusätzlichen Lüftungs-Öffnungen und einem anderen Wärmetauscher für die Heizung begegnet. Die Scheibenbremsen an der Hinterachse wurden aus Gründen besseren Schutzes vor Verschmutzung durch Trommelbremsen ersetzt. Der Motor war so beschaffen, dass er mittels Andrehkurbel bei Startproblemen angekurbelt werden konnte.

### Fahrwerk
Die Vorderräder sind einzeln an ungleich langen Dreiecksquerlenkern mit Schraubenfedern und Teleskopstoßdämpfern aufgehängt. Es gibt weiters einen Querstabilisator.:50 Die schraubengefederte Hinterachse ist starr, sie wird mit vier Längslenkern und in seitlicher Richtung von einem Panhardstab geführt. Auch hier sind hydraulische Teleskopstoßdämpfer eingebaut.:52 Die Schraubenfedern hatten keine progressive Kennung, sodass bei voller Beladung ein recht tiefes Einsinken schon im Ruhezustand auftreten konnte. Der WAS-2101 hat Stahlscheibenräder der Größe 4½ × 13 in mit Reifen der Größe 6¼–13 in.:56 Die Bremsanlage ist eine hydraulische Zweikreisbremsanlage:58 mit 252,7-mm-Scheiben vorne:60 und 250-mm-Trommeln hinten.:62 Die Handbremse wirkt mechanisch auf die Hinterräder. Die Lenkung ist eine Schnecken-Rollen-Lenkung:48 mit stark positivem Lenkrollradius, weshalb sie beim Rangieren recht schwergängig ist, dafür aber sehr solide gebaut ist.
Die Fahrwerkseinstellungen wurden werksseitig teilweise nachlässig ausgeführt. Optische Achsvermessungen ergaben an einem Testfahrzeug der KFT einen deutlich zu negativen Sturz und eine wesentlich zu große Vorspur. Die Folge waren erhöhte Lenkkräfte und ein vorzeitiger Reifenverschleiß. Das Problem war kein Einzelfall und führte in der DDR seinerzeit zu Auseinandersetzungen zwischen Instandhaltern, Binnenhandel und Hersteller bei Garantieansprüchen.

### Motor
Es ist ein wassergekühlter Vierzylinderreihenmotor mit 1198 cm3 Hubraum eingebaut. Der Motor arbeitet nach dem Ottoverfahren, hat einen Registervergaser mit mechanisch gesteuerter zweiter Stufe und eine obenliegende Nockenwelle. Gemessen nach GOST-Standard leistet er 62 PS (46 kW).:2
Bei der Konzeption des Motors wurde auf Wartungsfreundlichkeit geachtet. Er hat einen Motorblock aus niedriglegiertem Gusseisen. Die Kolben haben eine flache Form. Die geschmiedete Kurbelwelle ist fünffach in Aluminium-Stahl-Lagern gelagert. Der Gegenstromzylinderkopf ist aus Aluminiumguss mit einer Zylinderkopfhaube aus Stahl. Zwischen Motorblock und Zylinderkopf ist eine Zylinderkopfdichtung aus asbesthaltigem Material eingebaut. Die Brennräume sind vollständig im Zylinderkopf und haben eine keilartige Form. Je Brennraum hat der Zylinderkopf ein Einlassventil und ein Auslassventil. Sie werden über Schlepphebel von der mit einer Duplexrollenkette angetriebenen fünffach gelagerten Nockenwelle betätigt. Die Zündanlage arbeitet mit einem konventionellen Zündverteiler und Unterbrecherkontakt.:18
Markant für die Lada-Motoren allgemein war das ausgeprägte Geräusch des Ventiltriebs. Es empfahl sich ein regelmäßiges Spannen der Steuerkette nicht erst nach den herstellerseitig angegebenen 10 000 km, sondern bereits nach 5000 km.
Ein Kuriosum des WAS-2101 und anderer Shiguli-Modelle war die Konstruktion des Gasgestänges, die in Verbindung mit der ungünstigen Gaspedalstellung ein gefühlvolles Anfahren schwierig machte. Das Problem wurde seinerzeit in der Fachpresse wiederholt diskutiert und Umbauanleitungen veröffentlicht, um ein gefühlvolles Anfahren zu ermöglichen.

### Antriebsstrang
Vom Motor wird das Drehmoment über eine Einscheibentrockenkupplung auf die Getriebeeingangswelle übertragen.:36 Das Getriebe ist ein vollsynchronisiertes Vierganggetriebe mit Schrägverzahnung.:40 Von der Getriebeausgangswelle wird das Drehmoment über eine zweiteilige Gelenkwelle auf das Hinterachsdifferenzialgetriebe und von dort auf die Hinterräder übertragen.:44 Das Übersetzungsverhältnis beträgt 43:10.:46

### Karosserie
Der WAS-2101 hat eine selbsttragende Ganzstahlkarosserie, die im Frontbereich und Heckbereich einberechnete Knautschzonen hat.:13 Sie besteht aus acht Hauptkomponenten: Dem Bodenblech, dem Dach, dem Heckträger, dem Frontträger, und jeweils zwei Seitenteilen und vorderen Kotflügeln, die alle miteinander verschweißt sind. Hinzu kommen vier Türen, die vorne angeschlagene Motorhaube und die Kofferraumklappe. Je nach Belastung der Bauteile wurden Punktschweißverbindungen (Kotflügel) oder mit Lichtbogenschweißgeräten erzeugte Schweißnähte (Dach) gesetzt.:10 Dabei ist die Karosserie so ausgelegt, dass sie sich bei Fahrten auf schlechten Straßen ausreichend gut verwinden kann, aber gleichzeitig bei einem Unfall im Bereich der Fahrgastzelle genügend Steifigkeit bietet.:12 Die Windschutzscheibe ist aus mehrschichtigem Sicherheitsglas hergestellt.:1

### Innenraum
Der Innenraum ist so gestaltet, dass der Fahrer verhältnismäßig bequem sitzt und eine gute Rundumsicht hat. Alle Armaturen und Bedienelemente sind gut erreichbar im Sichtfeld des Fahrers angeordnet. Ein blendfreier Innenspiegel gehört ebenso wie Sicherheitsgurte zur Serienausstattung. Das Belüftungs- und Heizungssystem ist sehr leistungsfähig und sorgt auch bei niedrigen Temperaturen dafür, dass die Windschutzscheibe und die Heckscheibe nicht beschlagen. Die Lenksäule ist eine Sicherheitslenksäule, die bei einem Unfall nicht in die Fahrgastzelle eindringen soll.:1

### Technische Daten
| Kenngrößen                               | WAS-2101                                    | WAS-21011                                   |
| ---------------------------------------- | ------------------------------------------- | ------------------------------------------- |
| Masse, trocken                           | 890 kg                                      |                                             |
| Masse, fahrbereit                        | 955 kg                                      | 1010 kg                                     |
| Maximal zulässige Gesamtmasse            | 1355 kg                                     | 1400 kg                                     |
| Länge                                    | 4073 mm                                     | 4073 mm                                     |
| Breite                                   | 1611 mm                                     | 1611 mm                                     |
| Höhe                                     | 1440 mm                                     | 1440 mm                                     |
| Radstand                                 | 2424 mm                                     | 2424 mm                                     |
| Spurweite (vorn)                         | 1349 mm                                     | 1349 mm                                     |
| Spurweite (hinten)                       | 1305 mm                                     | 1305 mm                                     |
| Minimale Bodenfreiheit (voll beladen)    | 170 mm                                      | 170 mm                                      |
| Wenderadius                              | 5,6 m                                       | 5,6 m                                       |
| Rampenwinkel (vorn)                      | 36°                                         | 36°                                         |
| Rampenwinkel (hinten)                    | 17°                                         | 17°                                         |
| Reifen                                   | 114-330 mm (4½-13 in)                       | 114-330 mm (4½-13 in)                       |
| Motorbaumuster                           | WAS-2101                                    | WAS-21011                                   |
| Motorbauart                              | Wassergekühlter Reihenvierzylinderottomotor | Wassergekühlter Reihenvierzylinderottomotor |
| Gemischaufbereitung                      | 1 Fallstrom-Registervergaser                | 1 Fallstrom-Registervergaser                |
| Hubraum                                  | 1198 cm3                                    | 1294 cm3                                    |
| Bohrung × Hub                            | 76 mm × 66 mm                               | 79 mm × 66 mm                               |
| Verdichtung {\displaystyle \varepsilon } | 8,8; seit Ende 1975/Anfang 1976: 8,5        | 8,8; seit Ende 1975/Anfang 1976: 8,5        |
| Nennleistung (GOST)                      | 46 kW (62 PS) bei 5600 min−1                | 51 kW (69 PS) bei 5600 min−1                |
| Nennleistung (DIN 70020)                 | 44 kW (60 PS) bei 5600 min−1                | 48 kW (65 PS) bei 5600 min−1                |
| Nennleistung (SAE)                       | 48 kW (65 PS) bei 5600 min−1                |                                             |
| Max. Drehmoment (GOST)                   | 87 N·m (8,9 kp·m) bei 3400 min−1            | 93 N·m (9,5 kp·m) bei 3400 min−1            |
| Kraftstoffsorte                          | Motorenbenzin AI-93 nach GOST 2084-67       | Motorenbenzin AI-93 nach GOST 2084-67       |
| Höchstgeschwindigkeit                    | 140 km/h                                    | 145 km/h                                    |
| Beschleunigung (0–100 km/h)              | 22 s                                        | 18 s                                        |
| Bremsweg aus 80 km/h                     | 38 m                                        |                                             |
| Steigfähigkeit (erster Gang)             | 34 %                                        |                                             |
| Kraftstoffbehältervolumen                | 39 l                                        | 39 l                                        |
| Quelle                                   | :2f.                                        | [ 10 ]                                      |

## Modellpflege
An frühen Exemplaren des WAS-2101 traten noch einige Kinderkrankheiten auf, darunter vorzeitige Zündkerzenausfälle, erhebliche Abweichungen der Vorderrad- und Hinterachsgeometrie und vorzeitiger Kugelgelenkverschleiß an der Vorderradaufhängung. Entsprechende Verbesserungsmaßnahmen wurden ergriffen, unter anderem gab es neue Lenkhebel ab Ende 1971.
Äußerlich und im Innenraum gab es am WAS-2101 im Laufe seiner Bauzeit keine relevanten Änderungen. Auch die Technik blieb im Wesentlichen unverändert.
Der sonst vielgelobte Lada-Motor hatte einen erheblichen Nachteil, den relativ großen Kraftstoffverbrauch, der auch bei technisch einwandfreiem Fahrzeug schon beim 1200er Motor bei etwa 9,4 l/100 km lag. Die Einführung eines Einheits-Zylinderkopfes für alle Lada-Typen 1975/76, in dessen Folge die Verdichtung beim Lada 1200 und 1300 von 8,8 auf 8,5 zurückging, hatte zusammen mit Änderungen am Vergaser (Vergasertyp mit der Endung auf das Kürzel -02) einen noch größeren Kraftstoffverbrauch zufolge. Die Leistungsparameter veränderten sich durch die zurückgenommene Verdichtung durch etwa zeitgleiche Korrekturen am Vergaser kaum. 1977/78 wurde ein Vergaser mit dem Kürzel „-03“ eingeführt, der den Kraftstoffverbrauch wieder nahezu auf das ursprüngliche Niveau absenken konnte. Ein günstig liegender Verbrauch stellte sich jedoch erst mit dem ab März 1980 verwendeten Vergaser Typ „2105—“ und der zeitgleichen Einführung einer Unterdruck-Zündverstellung  ein. Hier wurden im ECE-Stadtfahrzyklus 10,2 l/100 km erreicht, und ein Durchschnittsverbrauch im Streckenmix von 8,4 l/100 km wurde realistisch.
Die Modifikationen an Zündung und Vergaser 1980 (sie betrafen auch die anderen Lada-Modelle) wirkten sich außerdem positiv auf die Laufruhe im Leerlauf und die Fahrleistungen aus. Für die Beschleunigung von 0 auf 100 km/h wurden mit dem WAS-2101 nur noch 16 statt bisher 20 Sekunden benötigt. Auch die Höchstgeschwindigkeit verbesserte sich etwas von 138 auf 141 km/h.

## Testberichte
Im Fahrbericht der KFT wurde der WAS-2101 fast durchweg gelobt. Besonders hervorgehoben wurde die gute Elastizität bei gleichzeitiger Drehfreudigkeit des Motors, der selbst bei Zumischung von Kraftstoff mit 88 Oktan frei von Klingelerscheinungen lief. Wesentliche Kritik galt der etwas unpräzisen Lenkung und dem vergleichsweise großen Wendekreis von 11,5/12 m (links/rechts). Kritik gab es auch an der unvorteilhaften Übersetzung des dritten Gangs. Das Fernlicht wurde als nicht ganz genügend bezeichnet. Von der KFT, dem KTA Dresden und der sowjetischen Zeitschrift Sa ruljom wurden unterschiedliche Höchstgeschwindigkeiten zwischen 135 und 141 km/h gemessen, und der Durchschnittsverbrauch betrug 8,0 bis 10,2 l/100 km.
Im Test des WAS-21011 im Jahr 1975 wurden zwar die deutlich verbesserten Fahrleistungen gelobt, allerdings erwies sich die neue Innenraumentlüftung als weniger wirksam als erwartet. Zudem hatte sich der Kraftstoffverbrauch durch geänderte Vergaserabstimmung und etwas zurückgenommene Verdichtung beträchtlich auf 11,4 l/100 km erhöht. Außerdem wurde er seinerzeit mit Diagonalreifen harter Gummimischung ausgeliefert, die bei Nässe nur wenig Halt boten.
Für das Ziehen der in der DDR erhältlichen Wohnwagen war die Zugkraft des WAS-2101 ausreichend und das Fahrzeug insgesamt geeignet. Allerdings wirkte sich die im Vergleich zum Kombimodell WAS-2102 weichere Federkennung etwas ungünstig auf die Tendenz zum Nicken aus. Frühe Fahrzeuge neigten zum Überbremsen der Räder an der Vorderachse, dieser vor allem für den Gespannbetrieb nachteilige Effekt wurde im Zuge der Modellpflege durch einen größeren Hinterradbremszylinder mit 20,64 mm Durchmesser beseitigt. Die gemessenen Höchstgeschwindigkeiten lagen bei 138 km/h solo, 94 km/h mit dem QEK Junior, 84 km/h mit dem Intercamp und 79 km/h mit dem Bastei.
Eine Langstreckenbeurteilung über 30 000 km am Beispiel des WAS-2101 ergab, dass die Ladas so zuverlässig waren wie kein anderer seinerzeit in der DDR erhältliche Pkw. Außerhalb der üblichen Wartung waren lediglich 8 Reparaturen erforderlich geworden, wobei auch Detail-Mängel wie verschlissene Scheibenwischer-Gummis mit eingerechnet waren. Bemängelt wurden die Hebelverhältnisse des Gasgestänges, die einer guten Dosierbarkeit im Wege standen. Gelobt wurde, dass der WAS-2101 und 21011 eine nur geringe Klingelneigung aufweisen, infolge der 1976 herabgesetzten Verdichtung wurden sie nochmals unempfindlicher. Kritik galt vor allem der schlechten Ersatzteillage, weil selbst bei den wenigen Teilen, die gewechselt werden mussten, adäquater Ersatz oft kaum oder gar nicht erhältlich war.